# Konwój Jechi’am
Konwój Jechi’am (hebr. שיירת יחיעם) – izraelski konwój złożony z samochodów ciężarowych jadących podczas wojny domowej w Mandacie Palestyny z Naharijji do odizolowanego żydowskiego osiedla Jechi’am w Górnej Galilei. 27 marca 1948 roku konwój wpadł w zasadzkę przygotowaną przez arabskie siły Arabskiej Armii Wyzwoleńczej. W zasadzce zginęło 46 członków konwoju. Zdarzenie jest uznawane za najcięższą porażkę żydowską w tej wojnie.

## Tło wydarzeń

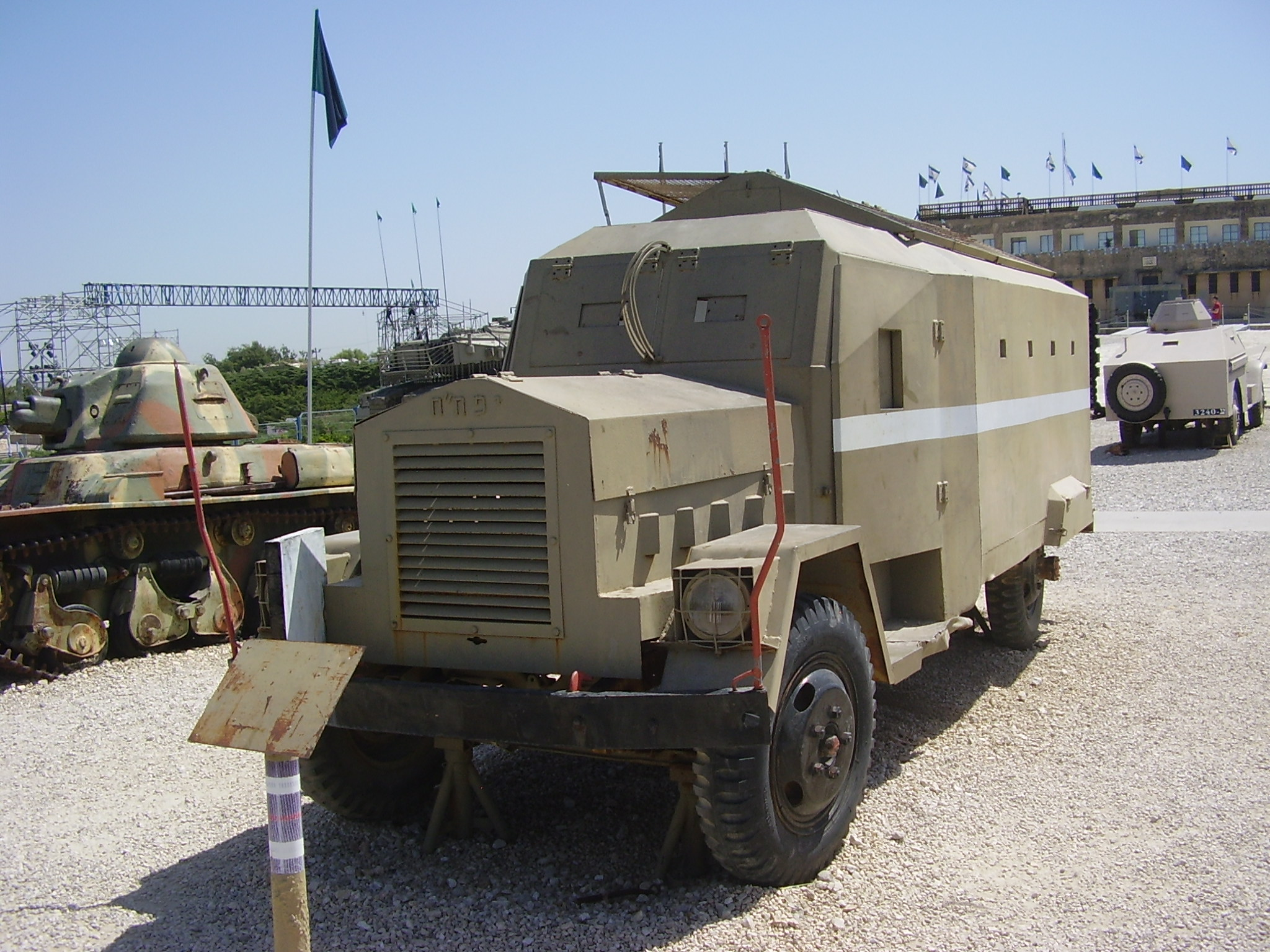
Opancerzony autobus wykorzystywany w konwoju

Kibuc Jechi’am jest położony na zachodnim skraju Górnej Galilei. Został założony w 1946 roku w sąsiedztwie arabskiej wioski Chirbat Dżiddin. Społeczność była całkowicie izolowana i otoczona przez nieprzyjaźnie nastawione osady arabskie. Przyjęta 29 listopada 1947 roku Rezolucja Zgromadzenia Ogólnego ONZ nr 181 przyznała obszar Jechi’am przyszłemu państwu arabskiemu, które miało powstać w Palestynie. Przywódcy społeczności żydowskiej zaakceptowali ten plan, jednak dowództwo organizacji paramilitarnej Hagana podjęło decyzję o pozostawieniu i obronie kibucu Jechi’am. Natomiast Arabowie odrzucili rezolucję ONZ i dzień później doprowadzili do wybuchu wojny domowej w Mandacie Palestyny. Jej pierwsza faza przyjęła postać „wojny o drogi”, w której przecięto żydowskie linie komunikacyjne przebiegające przez arabskie obszary. W tym najtrudniejszym dla Żydów okresie, ewakuowano kobiety z dziećmi z Jechi’am na teren dzisiejszego osiedla Kirjat Chajjim w Hajfie. Pozostali mężczyźni zamieszkiwali w prowizorycznych warunkach na terenie na wpół zburzonego zamku krzyżowców Miwcar Jechi’am. Cierpieli od niedostatku wody i ciężkiej pracy fizycznej. Kibuc był całkowicie odcięty od pozostałej społeczności żydowskiej. Droga z Naharijji do Jechi’am prowadziła przez otwartą dolinę, jednak wielką trudnością były tutejsze wsie arabskie Umm al-Faradż, Al-Tall, An-Nahr i Al-Kabri. Aby przejechać drogę należało płacić bakszysz, a po rozpoczęciu się wojny domowej wieś Al-Kabri zaczęła odgrywać kluczową rolę w arabskiej blokadzie. Łączność utrzymywano głównie przy pomocy sygnałów świetlnych nadawanych z ruin zamku na wzgórzu. Zaopatrzenie dostarczano głównie za pomocą zrzutów dokonywanych z małego samolotu Piper Cub. Były to jednak niewystarczające ilości, i amunicja oraz lekarstwa były na wyczerpaniu. Obronę kibucu stanowiło 60 mieszkańców osady, których uzbrojeniem była nieliczna broń strzelecka. Na początku stycznia dołączył do nich wydzielony oddział żołnierzy z 21 Batalionu Brygady Karmeli.
Wraz z początkiem stycznia 1948 roku na terytorium Mandatu Palestyny zaczęły wkraczać jednostki arabskich ochotników z ościennych państw. Byli oni rekrutowani do formowanej w Syrii Arabskiej Armii Wyzwoleńczej, na czele której stał Fauzi al-Kawukdżi. Wszyscy ochotnicy przechodzili gruntowne szkolenie wojskowe, a ich dowódcami zostawali oficerowie liniowi z doświadczeniem bojowym. Ich celem było wyzwolenie całej Palestyny i utworzenie Wielkiej Syrii. 23 stycznia 1948 roku graniczną rzekę Jordan przekroczył Drugi Regiment Jarmuk. Liczył on 430 ochotników dowodzonych przez syryjskiego oficera Adiba asz-Sziszaklego. Zajęli oni pozycje w rejonie miasta Safed w Galilei. 27 stycznia zostali wzmocnieni kolejnym oddziałem, który liczył około 300 ochotników i posiadał wsparcie moździerzy. Dodatkowo w rejonie Nazaretu operował druzyjski Regiment Dżabal al-Arab (trzy kompanie liczące około 500 żołnierzy) pod dowództwem majora Chakiba Wahhaba. 20 stycznia 1948 roku doszło do bitwy o Jechi’am, w wyniku której Arabowie stracili 60 ludzi i musieli zrezygnować ze zdobycia kibucu. Była to pierwsza porażka Arabskiej Armii Wyzwoleńczej w wojnie. Kolejny atak Żydzi odparli 9 marca – zginęło wtedy co najmniej trzech Arabów. W konsekwencji bitwy, arabskie siły w Galilei zrezygnowały ze zdobywania żydowskich osiedli, i skoncentrowały się na blokowaniu linii komunikacyjnych. Sytuację tę Żydzi wykorzystali na zabezpieczenie komunikacji na drogach w Zachodniej Galilei. Naprawiono wodociągi oraz zapewniono komunikację między Akką a Naharijją. 23 marca w Akce doszło do zawarcia porozumienia między arabskimi dostojnikami i przedstawicielami Hagany. Arabowie zagwarantowali swobodny przejazd żydowskich konwojów z zaopatrzeniem z obu stron i poprzez miasto Akkę. W czwartek 25 marca kilka pojazdów opancerzonych z 21 Batalionu Brygady Karmeli przeprowadziło zwiad, swobodnie przejeżdżając z Kirjat Chajjim do Naharijji, i z powrotem. Oznaczało to, że droga przejazdu jest otwarta. W związku z tym, następnego dnia wydzielono konwój, który miał dostarczyć zaopatrzenie do Zachodniej Galilei. Konwój bezpiecznie dotarł do Akki, a następnie mniejsze konwoje dotarły i rozładowały swoje ładunku w Naharijji oraz w kibucach Maccuwa, Chanita i Elon. Pozostawała tylko część, która miała dotrzeć do najbardziej izolowanej osady – do Jechi’am. Według doniesień wywiadowczych, dowodzący tutejszymi siłami Arabskiej Armii Wyzwoleńczej, Adib asz-Sziszakli, był bardzo niezadowolony z rozwoju wydarzeń. Był zły na arabskich dygnitarzy z Akki, że zezwolili na przejazd żydowskiego konwoju, i dlatego rozkazał przygotować zasadzkę na konwój jadący do Jechi’am. Dokładne informacje mówiły, że ewentualny konwój może spodziewać się zasadzki z udziałem nawet około tysiąca Arabów. Pomimo tych wszystkich ostrzeżeń, dowódca 21 Batalionu Brygady Karmeli, Ben Ammi Pachter, podjął decyzję o wysłaniu ekspedycji. Powodem podjęcia tej decyzji było tragiczne położenie obrońców Jechi’am, którym trzeba było dostarczyć zapasy.

## Przebieg bitwy
Rankiem 27 marca 1948 roku nastąpiło sformowanie konwoju. Do jego ochrony dołączyła grupa 20 żołnierzy z kibucu Maccuwa oraz kilku z moszawu Szawe Cijjon. Konwój wyruszył rano z Akki. W kibucu Ewron załadowano elementy metalowego mostu, który był potrzebny do przejechania przez strumień Gaton (most został wysadzony w styczniu 1948 r.). Trudności z załadunkiem (ciężarówka nie była przygotowana i trzeba było most załadować na inną) spowodowały, że konwój dotarł do Naharijji o godz. 14:00 – z dwugodzinnym opóźnieniem. Konwój został ostatecznie sformowany na przedmieściach Naharijji. Składał się z siedmiu pojazdów i 87 żołnierzy Hagany. Na czele konwoju jechała opancerzona ciężarówka przeznaczona do przełamywania zapór drogowych (14 żołnierzy). Za nią jechała opancerzona ciężarówka z 5 żołnierzami i dowódcą konwoju (Ben Ammi Pachter). Trzeci pojazd (kierowca plus ochroniarz) przewoził zastępczy metalowy most. Czwarty pojazd (kierowca plus ochroniarz) przewoził materiały. Jako piąta jechała opancerzona ciężarówka (24 żołnierzy). Szósty był samochód dostawczy (kierowca plus ochroniarz). Konwój zamykał opancerzony autobus (37 żołnierzy). Pierwszy i ostatni pojazd konwoju posiadały radiostacje.
Gdy tylko konwój opuścił Naharijję, został dostrzeżony przez Arabów. Do ataku doszło o godz. 14:25, gdy pojazdy dotarły do cmentarza przy wsi al-Kabri. Pierwsza ciężarówka staranowała i przebiła się przez szereg barier drogowych. Przedarła się pod ciężkim ostrzałem i dotarła do kibucu Jechi’am. Zginął dowódca pojazdu (Eitan Zeit), a kilku żołnierzy było rannych. W czasie ataku uszkodzona została antena radiostacji, przez co żołnierze ci utracili kontakt z resztą konwoju.
Tymczasem kierowca drugiego pojazdu stracił nad nim kontrolę i przewrócił się – w wypadku nikt nie został ranny. W rezultacie cały konwój został uwięziony na wąskiej drodze. Pojazdy tkwiły w zasadzce pod ciężkim ostrzałem arabskich karabinów. Dowódca konwoju, Ben Ammi, został postrzelony w nogę, a jego towarzysz zabity. Pozostali czterej żołnierze wdali się w wymianę ognia. Prawdopodobnie, w którymś momencie bitwy podjęli próbę ucieczki w stronę wybrzeża. Dwa dni później tylko jeden z nich dotarł do moszawu Szawe Cijjon. Ciała pozostałych odnaleziono w odległości 2,5 km w małej szopie – bronili się w niej, aż do skończenia amunicji. Wybuch granatu pozbawił ich życia. Trzeci pojazd był nieopancerzoną furgonetkę przewożącą elementy mostu. Strzały zabiły kierowcę oraz ochroniarza, a następnie ciężarówka wywróciła się i stanęła w ogniu. Kierowca czwartego samochodu zdał sobie sprawę, że droga jest zupełnie zablokowana. Zdołał zawrócić na wąskiej drodze, ale zderzył się z kolejnym samochodem. Kierowca i jego ochroniarz zginęli od kul. Żołnierze eskorty z kolejnego samochodu przez około godzinę prowadzili wymianę ognia z napastnikami, po czym podjęto decyzję, aby pojazd ten udał się do Naharijji po pomoc. Kierowca zdołał nawrócić, ale w sąsiedniej wiosce An-Nahr napotkał na usypaną w poprzek drogi barierę z kamieni. Zablokowała ona całkowicie przejazd. Przy próbie jej sforsowania, samochód stracił koło i przewrócił się na bok. W wypadku nikt nie został ranny, i wszyscy zaczęli pieszo wycofywać się w kierunku Naharijji. Podczas ucieczki ukrywali się w strumieniu Gaton, podczas gdy Arabowie przeszukiwali całą okolicę. W czasie kilku starć zginęło kolejnych trzech żołnierzy. Szósty samochód zapalił się, a obaj członkowie jego załogi zginęli. Będący ostatnim w konwoju, opancerzony autobus zatrzymał się, a żołnierze jego załogi otworzyli ogień przez szczeliny w pancerzu. Usiłowali pomóc rannym dostać się do autobusu. Prowadzili walkę na krótką odległość, aż około godz. 21 wieczorem Arabom udało się podpalić autobus. Ostatnich 5 żyjących żołnierzy wyskoczyło wtedy z płonącego pojazdu – jeden dotarł do Jechi’am, jeden do Naharijji, dwóch do kibucu Maccuwa, a jeden zginął w drodze. Ogółem w zasadzce zginęło 46 członków konwoju. Ich ciała odnaleźli brytyjscy żołnierze, którzy dotarli w miejsce incydentu następnego dnia.

## Konsekwencje
Klęska konwoju do Jechi’am była największą wówczas porażką żydowską w toczącej się wojnie. Dowództwo Hagany przeprowadziło kompleksowe dochodzenie wyjaśniające okoliczności porażki. Dotkliwa krytyka dotknęła Ben Ammi Pachtera, który pomimo ostrzeżeń wywiadu sformował konwój. Co gorsza, zajął miejsce w drugim pojeździe, który wywrócił się podczas ataku i zablokował przejazd pozostałym, podczas gdy pierwsza opancerzona ciężarówka zdołała przełamać blokady i dotarła do Jechi’am. Dowódca nie miał możliwości wydawania rozkazów pozostałym pojazdom. Rozbicie konwoju łączyło się z dwoma innymi poważnymi zdarzeniami z tego samego tygodnia. Tego samego dnia został rozbity konwój jadący do bloku żydowskich osiedli Gusz Ecjon (konwój Nebi Daniel), a 31 marca porażkę poniósł konwój jadący do Jerozolimy (konwój Chulda). W ciągu jednego tygodnia Hagana poniosła trzy dotkliwe porażki z dużymi stratami. Dowództwo wyciągnęło z tego wniosek, że taktyka konwojów zawiodła i należy poszukiwać innej metody dostarczania zaopatrzenia do izolowanych społeczności. W rezultacie wdrożono w życie Plan Dalet.
Kibuc Jechi’am pozostawał w oblężeniu do maja 1948 roku, kiedy to podczas operacji „Ben Ammi” dostarczono tam zaopatrzenie. Przeprowadzona w lipcu operacja „Dekel” całkowicie zniosła oblężenie kibucu. W 1950 roku w miejscu, gdzie doszło do zasadzki na konwój Jechi’am, wystawiono pomnik.